# Willy Tröger

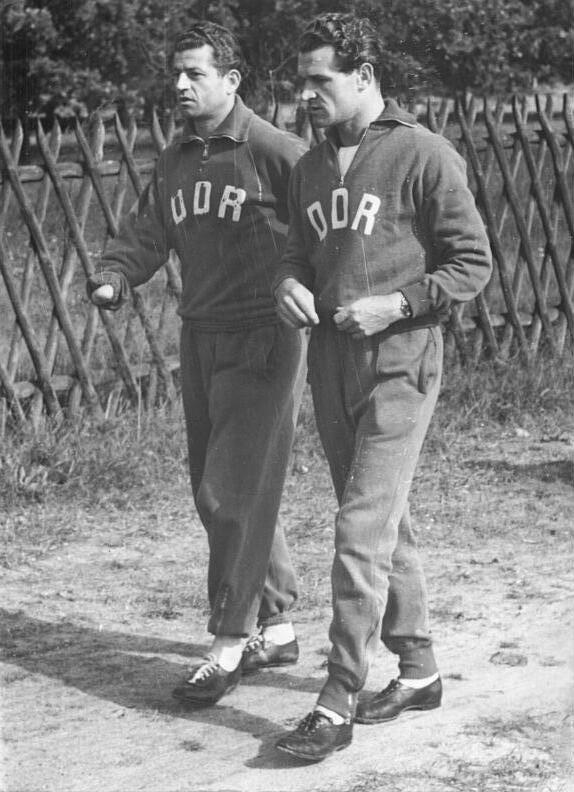
Willy Tröger po lewej, obok Kurt Zapf.

Willy Tröger (2 października 1928 w Zwickau, 30 marca 2004 w Pirnie) – piłkarz niemiecki, reprezentant NRD.

## Kariera
Rozpoczynał karierę jako bramkarz; zraniony podczas wojny granatem w rękę, przekwalifikował się na napastnika. W latach 1954–1959 15-krotnie reprezentował barwy NRD w meczach międzypaństwowych, w tym dwukrotnie z Polską (22 lipca 1956 w Chorzowie zdobył bramkę, Niemcy wygrali 2:0; 29 czerwca 1958 w Rostocku mecz zakończył się remisem 1:1). Zdobył łącznie 10 bramek w kadrze – w tym dwie bramki w pierwszym zwycięskim meczu reprezentacji NRD (1955, w Bukareszcie Niemcy pokonali 3:2 Rumunię).
Zaliczył 224 mecze w lidze NRD, trafiając do bramek rywali 105 razy. Występował w klubach Wismut Aue i Wismut Karl-Marx-Stadt.